# Умеров, Абдурахман Исмаилович
Абдурахма́н Исмаи́лович Уме́ров (Габдрахман Гумари, тат. Габдрахман Гомәри; 18 января 1867, Астрахань, Астраханская губерния, Российская империя — 1933, Малые Карелы, Архангельская область, РСФСР, СССР) — российский и советский татарский ахун, просветитель, богослов, издатель, журналист и учёный. Основатель татарской газеты «Идель».

## Биография
Абдурахман Умеров родился 18 января 1867 года (по другим данным 1866 года) в Астрахани в крестьянской семье, был старшим ребенком из пяти детей. Отец — Исмаил Умерович, мать — Рахиля Бекссевна. По национальности татарин. 
В 1881 году поступил в знаменитое казанское медресе «Марджания», где учился у известного богослова и этнографа Шигабутдина Марджани. Там он изучал арабскую филологию, мусульманскую философию, логику, юриспруденцию и историю. За способности, трудолюбие и старания Ш.Марджани доверял ему и часто брал его с собой в разные поездки. Именно Абдрахману Умерову и его товарищам он поручил проверить, закончить и издать последнее свое сочинение «Хашиятель таузих» (Толкование объяснений). Закончив обучение в 1888 году, он остался преподавать в этом же медресе. 
В 1894 году вернулся в Астрахань, так как по распоряжению астраханского губернского правления Умеров был назначен заведующим № 2 и № 6 мечетями Царевской Слободы. 
В этом же году основал первое в истории Астрахани новометодное медресе «Низамия» в слободе Тияк на южной окраине города, ставшее важным центром просвещения для мусульман Поволжья. В ней, наряду с мусульманскими науками, преподавались и светские дисциплины, что было уникальностью в то время. Учениками Умерова были этнограф и лингвист Абдул-Хамид Джанибеков, писатель и драматург Басир Абдуллин и многие другие известные деятели. Кроме руководства медресе и педагогической деятельности, был автором учебников и исследований по арабской филологии и исламоведению. Его первое учебное пособие для учителей по грамматике арабского языка было напечатано в 1896 году в Казани и затем переиздавалось еще восемь раз. В 1898 году Оренбургское Магометанское Духовное Собрание присвоило ему почетное звание ахуна.
В 1907 году основал татарскую общественно-политическую и литературную газету «Идель». В начале 1914 года газета была признана антиправительственной и ее закрыли без права возобновления. В течение 1907–1913 гг. занимал должность секретаря местного культурно-просветительского общества «Джамияти-Исламия». Также был членом Правления Попечительства о бедных татарах г. Астрахани, возникшего еще в 1896 году.
В 1913 был обвинен в пантюркистской и панисламистской деятельности, а в 1914 году был выслан из Астрахани в ссылку в Казань. Основаниями для этого стало то, что тот всячески поддерживал Османскую империю во время Балканских воин, называя их противников врагами. В статьях газеты «Идель» он без цензуры публиковал новости об успехах младотурков. Некоторыми исследователями, при обыске типографии Умерова, обнаружилось, что он выписывал только журналы и газеты партии младотурков.
Абдурахман был и видным общественным деятелем. В апреле 1903 года он едет в Крым на празднование 20-летнего юбилея газеты «Тарджеман». В августе 1906 года он работал на Третьем Всероссийском мусульманском съезде, где был избран в состав всероссийской комиссии по проблемам религии. Ежегодно ездил в Нижний Новгород в дни работы ярмарки, где и проходили негласные встречи представителей национального движения. В мае 1917 года активно работал на Всероссийском мусульманском съезде в Москве, в июне — на совещании исламских богословов в Уфе, в июле — на очередном мусульманском съезде в Казани. В 1923 году был избран в состав научного совета Центрального духовного управления в Уфе.
Позднее Умеров открыл книжную лавку, затем — собственную типографию и издательство «А. Умеров и К°», где печатались труды самого Умерова по богословию, этнографии и фольклористике и многочисленные работы других мусульманских авторов Астраханского края, а также переводились религиозные и художественные произведения, переведенные с турецкого языка.
В 1926 году участвовал во Всемирном исламском конгрессе в Мекке в качестве секретаря советской делегации.
В 1930 году был обвинён в антисоветской пропаганде и выслан в деревню Малые Карелы в Архангельской области, где скончался в марте 1933 года после продолжительной болезни. Посмертно реабилитирован в мае 1989 года.
В 2003 году внук Абдурахмана Умерова, Шамиль Умеров, передал в фонд Национального архива Республики Татарстан большое количество рукописей ученого, его переписки с видными деятелями науки и культуры, материалы по истории тюркских народов. Однако основная часть коллекции работ была конфискована и потеряна во время ареста Абдрахмана в 1930 году, а ныне сохранившаяся часть собиралась по крупицам с середины 50-х годов прошлого столетия в течение почти 15 лет сыном ученого, Абдулгамидом Умеровым.  
Труды:
- «Ногай жырлары» (Ногайские песни) - фольклорный сборник. Астрахань, 1912 г., 1500 экз. 
-  «Ногай тарихи» 
- «Мугаллим сарф лисан гараб» (1896) - учебное пособие по арабскому языку, написанное на нижневолжском варианте ногайского тюркѝ, синтаксис арабского языка.  
- «Мугаллиму нахви лисан ал-араб» (1903), 
- «Кысса-и анбийя» («Сказания о пророках»), первое издание в 1901 г.; 
- «ал-Кяфийя» (1906). 
В переводе А. Умерова был издан 18-й выпуск литературного сборника «Мират» (Зеркало). 
Литература:
- Абдурахман Умеров: Научно-биографический сборник / сост.: С. Рахимов. Казань: Рухият, 2002. 383 с. Татар., рус. яз. 
-  Рахимов И.С. Общественная и просветительская деятельность Абдурахмана Умерова: 1867–1933: автореферат дис. … канд. ист. наук: 07.00.02. Казань,  
2013. 

## Память
- Именем А.Умерова назван "Музей истории, культуры и быта астраханских татар" (г.Астрахань, ул. Джанибекова, д.6)[11]. Музей создан в 2011 году, а в 2014 году официально зарегистрирован в МинЮсте РФ.
- В мае 2007 года в Астрахани прошла научно-практическая конференция, посвященная 140-летию со дня рождения А.И. Умерова.
- 27 февраля 2021 года в Астрахани впервые прошел Международный научный круглый стол "I Умеровские чтения" - «Актуальность наследия А.И. Умерова в современном мире», посвящённый наследию просветителя. Организатором конференции выступило представительство Духовного управления мусульман Азиатской части России в регионах Нижнего Поволжья. Исследователи из Астрахани, Дагестана, Карачаево-Черкесии, Башкортостана и Турции представили доклады, связанные с научной, педагогической и издательской деятельностью Умерова. В будущем чтения планируют проводить ежегодно[12]. По результатам мероприятия в Махачкале (изд-во Алеф) был издан Сборник материалов круглого стола.